# Premier Soccer League 2025-26
La Premier Soccer League 2025-26 es la 30.ª temporada de la Premier Soccer League, la máxima división del fútbol de Sudáfrica. La temporada inició el 9 de agosto de 2025 y terminará el 23 de mayo de 2026.

## Formato
La liga está compuesta por 16 equipos, los cuales juegan contra todos a dos vueltas sumando un total de 30 jornadas. Al finalizar la temporada el mejor equipo de la tabla general será proclamado campeón y conseguirá una plaza en la Liga de Campeones de la CAF 2026-27, mientras que el segundo clasificado también obtendrá un lugar en la máxima competición continental africana. Por su parte el tercer clasificado recibirá una plaza en la Copa de Confederación de la CAF 2026-27.
Por otro lado, el último clasificado descenderá a la Primera División de Sudáfrica, mientras que el penúltimo lugar de la temporada jugará un play-off de permanencia contra el segundo lugar de la categoría inferior.

## Equipos participantes

### Ascensos y descensos
| Pos. | Descendidos a Primera División de Sudáfrica 2025-26 |
| ---- | --------------------------------------------------- |
| 15.º | Cape Town City                                      |
| 16.º | Royal AM FC (expulsado)                             |

| Pos. | Ascendidos de Primera División de Sudáfrica 2024-25 |
| ---- | --------------------------------------------------- |
| 1.º  | Durban City                                         |
| 2.º  | Orbit College                                       |

### Información sobre los equipos participantes
| Equipo            | Entrenador        | Ciudad                | Estadio              | Capacidad |
| ----------------- | ----------------- | --------------------- | -------------------- | --------- |
| AmaZulu           | Arthur Zwane      | Durban                | Moses Mabhida        | 55,500    |
| Chippa United     | Sinethemba Badela | East London           | Buffalo City         | 16,000    |
| Durban City       | Gavin Hunt        | Durban                | Chatsworth           | 22,000    |
| Golden Arrows     | Manqoba Mngqithi  | Umlazi                | King Zwelithini      | 10,000    |
| Kaizer Chiefs     | Nasreddine Nabi   | Soweto, Johannesburgo | FNB Stadium          | 94,736    |
| Magesi            | John Maduka       | Seshego               | Seshego              | 15,000    |
| Mamelodi Sundowns | Miguel Cardoso    | Marabastad, Pretoria  | Loftus Versfeld      | 51,762    |
| Marumo Gallants   | Alexandre Lafitte | Bloemfontein          | Dr. Petrus Molemela  | 22,000    |
| Orbit College     | Pogiso Makhoye    | Rustemburgo           | Olympia Park         | 32,000    |
| Orlando Pirates   | Abdeslam Ouaddou  | Soweto, Johannesburgo | Orlando              | 37,319    |
| Polokwane City    | Phuti Mohafe      | Polokwane             | Antiguo Peter Mokaba | 15,000    |
| Richards Bay      | Papi Zothwane     | Richards Bay          | Richards Bay         | 8,000     |
| Sekhukhune United | Eric Tinkler      | Polokwane             | Peter Mokaba         | 45,500    |
| Siwelele          | Lehlohonolo Seema | Bloemfontein          | Dr. Petrus Molemela  | 22,000    |
| Stellenbosch      | Steve Barker      | Stellenbosch          | Danie Craven         | 16,000    |
| TS Galaxy         | Adnan Beganović   | Mbombela              | Mbombela             | 40,929    |

## Desarrollo

### Clasificación
| Pos. | Equipo            | Pts. | PJ | G | E | P | GF | GC | Dif. | Clasificación o descenso 2025-26 |
| ---- | ----------------- | ---- | -- | - | - | - | -- | -- | ---- | -------------------------------- |
| 1    | Durban City       | 6    | 2  | 2 | 0 | 0 | 3  | 0  | +3   | Liga de Campeones de la CAF      |
| 2    | Kaizer Chiefs     | 6    | 2  | 2 | 0 | 0 | 3  | 0  | +3   | Liga de Campeones de la CAF      |
| 3    | Marumo Gallants   | 6    | 2  | 2 | 0 | 0 | 4  | 2  | +2   | Copa Confederación de la CAF     |
| 4    | Sekhukhune United | 6    | 2  | 2 | 0 | 0 | 2  | 0  | +2   |                                  |
| 5    | Mamelodi Sundowns | 4    | 2  | 1 | 1 | 0 | 3  | 0  | +3   |                                  |
| 6    | Siwelele          | 3    | 2  | 1 | 0 | 1 | 3  | 2  | +1   |                                  |
| 7    | Orbit College     | 3    | 2  | 1 | 0 | 1 | 1  | 1  | 0    |                                  |
| 8    | Golden Arrows     | 3    | 2  | 1 | 0 | 1 | 2  | 3  | −1   |                                  |
| 9    | AmaZulu           | 3    | 2  | 1 | 0 | 1 | 1  | 2  | −1   |                                  |
| 10   | Magesi            | 2    | 2  | 0 | 2 | 0 | 1  | 1  | 0    |                                  |
| 11   | Chippa United     | 1    | 2  | 0 | 1 | 1 | 1  | 2  | −1   |                                  |
| 12   | Polokwane City    | 1    | 2  | 0 | 1 | 1 | 0  | 1  | −1   |                                  |
| 13   | Stellenbosch      | 1    | 2  | 0 | 1 | 1 | 1  | 3  | −2   |                                  |
| 14   | Orlando Pirates   | 0    | 2  | 0 | 0 | 2 | 1  | 3  | −2   |                                  |
| 15   | Richards Bay      | 0    | 2  | 0 | 0 | 2 | 1  | 3  | −2   | Play-off de relegación           |
| 16   | TS Galaxy         | 0    | 2  | 0 | 0 | 2 | 0  | 3  | −3   | Descenso a Liga Nacional         |

Actualizado a los partidos jugados el 17 de agosto de 2025.
 Fuente: BeSoccer
Criterios de clasificación: Puntos · Enfrentamientos directos · Diferencia de goles · Goles a favor · Puntos fair-play · Play-off.

### Evolución de la clasificación
| Equipo            | 01 | 02 | 03 | 04 | 05 | 06 | 07 | 08 | 09 | 10 | 11 | 12 | 13 | 14 | 15 | 16 | 17 | 18 | 19 | 20 | 21 | 22 | 23 | 24 | 25 | 26 | 27 | 28 | 29 | 30 |
| ----------------- | -- | -- | -- | -- | -- | -- | -- | -- | -- | -- | -- | -- | -- | -- | -- | -- | -- | -- | -- | -- | -- | -- | -- | -- | -- | -- | -- | -- | -- | -- |
| Durban City       | 2  | 1  |    |    |    |    |    |    |    |    |    |    |    |    |    |    |    |    |    |    |    |    |    |    |    |    |    |    |    |    |
| Kaizer Chiefs     | 3  | 2  |    |    |    |    |    |    |    |    |    |    |    |    |    |    |    |    |    |    |    |    |    |    |    |    |    |    |    |    |
| Marumo Gallants   | 4  | 3  |    |    |    |    |    |    |    |    |    |    |    |    |    |    |    |    |    |    |    |    |    |    |    |    |    |    |    |    |
| Sekhukhune United | 6  | 4  |    |    |    |    |    |    |    |    |    |    |    |    |    |    |    |    |    |    |    |    |    |    |    |    |    |    |    |    |
| Mamelodi Sundowns | 8  | 5  |    |    |    |    |    |    |    |    |    |    |    |    |    |    |    |    |    |    |    |    |    |    |    |    |    |    |    |    |
| Siwelele          | 1  | 6  |    |    |    |    |    |    |    |    |    |    |    |    |    |    |    |    |    |    |    |    |    |    |    |    |    |    |    |    |
| Orbit College     | 12 | 7  |    |    |    |    |    |    |    |    |    |    |    |    |    |    |    |    |    |    |    |    |    |    |    |    |    |    |    |    |
| Golden Arrows     | 14 | 8  |    |    |    |    |    |    |    |    |    |    |    |    |    |    |    |    |    |    |    |    |    |    |    |    |    |    |    |    |
| AmaZulu           | 5  | 9  |    |    |    |    |    |    |    |    |    |    |    |    |    |    |    |    |    |    |    |    |    |    |    |    |    |    |    |    |
| Magesi            | 9  | 10 |    |    |    |    |    |    |    |    |    |    |    |    |    |    |    |    |    |    |    |    |    |    |    |    |    |    |    |    |
| Chippa United     | 7  | 11 |    |    |    |    |    |    |    |    |    |    |    |    |    |    |    |    |    |    |    |    |    |    |    |    |    |    |    |    |
| Polokwane City    | 10 | 12 |    |    |    |    |    |    |    |    |    |    |    |    |    |    |    |    |    |    |    |    |    |    |    |    |    |    |    |    |
| Stellenbosch      | 15 | 13 |    |    |    |    |    |    |    |    |    |    |    |    |    |    |    |    |    |    |    |    |    |    |    |    |    |    |    |    |
| Orlando Pirates   | 13 | 14 |    |    |    |    |    |    |    |    |    |    |    |    |    |    |    |    |    |    |    |    |    |    |    |    |    |    |    |    |
| Richards Bay      | 11 | 15 |    |    |    |    |    |    |    |    |    |    |    |    |    |    |    |    |    |    |    |    |    |    |    |    |    |    |    |    |
| TS Galaxy         | 16 | 16 |    |    |    |    |    |    |    |    |    |    |    |    |    |    |    |    |    |    |    |    |    |    |    |    |    |    |    |    |

### Resultados
| Local \ Visitante | AMA | CHI | DUR | GOL | KAI | MAG | MAM | MAR | ORB | ORL | POL | RIC | SEK | SWI | STE | TSG |
| ----------------- | --- | --- | --- | --- | --- | --- | --- | --- | --- | --- | --- | --- | --- | --- | --- | --- |
| AmaZulu           | —   |     |     |     |     |     |     |     | 1–0 |     |     |     |     |     |     |     |
| Chippa United     |     | —   |     |     |     |     | 1–1 |     |     |     |     |     |     |     |     |     |
| Durban City       |     | 1–0 | —   |     |     |     |     |     |     |     |     |     |     |     |     |     |
| Golden Arrows     |     |     |     | —   |     |     |     |     |     |     |     | 1–0 |     |     |     |     |
| Kaizer Chiefs     |     |     |     |     | —   |     |     |     |     |     | 1–0 |     |     |     |     |     |
| Magesi            |     |     |     |     |     | —   |     |     |     |     |     |     |     |     | 1–1 |     |
| Mamelodi Sundowns | 2–0 |     |     |     |     |     | —   |     |     |     |     |     |     |     |     |     |
| Marumo Gallants   |     |     |     |     |     |     |     | —   |     | 2–1 |     |     |     |     |     |     |
| Orbit College     |     |     |     |     |     |     |     |     | —   |     |     |     |     |     |     |     |
| Orlando Pirates   |     |     |     |     |     |     |     |     |     | —   |     |     | 0–1 |     |     |     |
| Polokwane City    |     |     |     |     |     | 0–0 |     |     |     |     | —   |     |     |     |     |     |
| Richards Bay      |     |     |     |     |     |     |     | 1–2 |     |     |     | —   |     |     |     |     |
| Sekhukhune United |     |     |     |     |     |     |     |     |     |     |     |     | —   |     |     | 1–0 |
| SWI               |     |     |     |     |     |     |     |     |     |     |     |     |     | —   |     |     |
| Stellenbosch      |     |     |     |     | 0–2 |     |     |     |     |     |     |     |     |     | —   |     |
| TS Galaxy         |     |     | 0–2 |     |     |     |     |     |     |     |     |     |     |     |     | —   |